# Матчинский район
Матчи́нский райо́н (тадж. Ноҳияи Мастчоҳ) — административный район в Согдийской области Республики Таджикистан.
Образован 26 ноября 1956 года в составе Ленинабадской области Таджикской ССР путём заселения местной равнины жителями из ликвидированного в 1956 году Горно-Матчинского района (восстановлен в 1996 году).
Районный центр — посёлок городского типа Бустон, расположенный в 56 км северо-западнее города Худжанда. Расстояние до Душанбе — 360 км. Территория Матчинского района составляет 1000 км².

## География
Матчинский район расположен в Ферганской долине. На севере граничит с Ташкентской областью Узбекистана, на востоке и юге — с Гафуровским районом, на западе — со Спитаменским районом Согдийской области.

## Население
Население по оценке на 1 января 2022 года составляет 132 500 человек, в том числе городское — в посёлках Бустон (13,6 тыс.), Обшорон (3,8 тыс.), Сугдиён (0,9 тыс.) — 13,8 % или 18 300 человек.
| Численность населения | Численность населения | Численность населения | Численность населения | Численность населения | Численность населения | Численность населения | Численность населения |
| 2003                  | 2004                  | 2005                  | 2006                  | 2007                  | 2008                  | 2009                  | 2019                  |
| --------------------- | --------------------- | --------------------- | --------------------- | --------------------- | --------------------- | --------------------- | --------------------- |
| 91 000                | ↗92 800               | ↗943 000              | ↗958 000              | ↗976 000              | ↘99 300               | ↗101 700              | ↗125 300              |
| 2020                  | 2021                  | 2022                  |                       |                       |                       |                       |                       |
| ↗128 400              | ↗129 700              | ↗132500               |                       |                       |                       |                       |                       |

## Административное деление
В состав Матчинского района входят 3 посёлка городского типа (Бустон, Обшорон, Сугдиён) и 4 сельские общины (тадж. ҷамоат):
| Административное деление Матчинского района |           |
| Сельская община                             | Население |
| Бустон, пгт                                 | 10 151    |
| Обшорон, пгт                                | 2729      |
| Сугдиян, пгт                                | 1643      |
| Мастчо                                      | 16 401    |
| Навбахор                                    | 10 373    |
| Оббурдон                                    | 27 366    |
| Палдорак                                    | 15 680    |

Главой Матчинского района является председатель Хукумата, который назначается президентом Республики Таджикистан. Главой правительства Матчинского района является председатель Хукумата. Законодательный орган Матчинского района — Маджлис народных депутатов, который избирается всенародно на 5 лет.